# Karl Hermann Zweiffel
Karl Hermann Zweiffel (* 17. August 1800 in Koblenz; † im 19. Jahrhundert) war ein deutscher Verwaltungsjurist, Präsident des Landgerichts Saarbrücken und Abgeordneter der Preußischen Nationalversammlung.

## Leben
Nach dem Abitur am Gymnasium Koblenz studierte Karl Hermann Zweiffel von 1819 bis 1821 Rechtswissenschaften an der Rheinischen Friedrich-Wilhelms-Universität Bonn. Bevor er 1827 Friedensrichter in Dudweiler wurde, war er als Auskultator und Referendar in der öffentlichen Verwaltung tätig. In Wadern übte er das Amt des Friedensrichters von 1828 bis 1831 aus.  Im unmittelbaren Anschluss wurde er beim Landgericht Koblenz zum Assessor ernannt. Von 1834 an war er Staatsprokurator in Trier. In dieser Funktion war er Staatsanwalt oder Ankläger bei Gericht. 
Für die Stelle des Landrats in Wittlich wurde er 1837 als Kandidat ohne Erfolg an erster Stelle präsentiert. 1843 beendete er seine Tätigkeit in Trier und wurde  bis 1847  Oberprokurator in Kleve. Dort wurde seine konservative Gesinnung deutlich, als  beim Klever Schützenfest Freiheitslieder gesungen wurden und Zweiffel sie als ein „ungebührliches Verhalten“ einordnete. In Köln, wo er anschließend in gleicher Funktion tätig wurde, ging er scharf gegen den Arbeiterverein und die Neue Rheinische Zeitung vor. In diesem Zusammenhang erhob er gegen Karl Marx Klage wegen Beleidigung, die erfolglos blieb. 
Zweiffel war Vorsitzender des Assisengerichts (Schwurgericht) Trier, als am 7. Januar 1850 gegen Ludwig Simon (Revolutionär und Mitglied der Frankfurter Nationalversammlung) wegen Hochverrats die Todesstrafe verhängt wurde; das Urteil wurde nicht vollstreckt. 
In den Jahren 1851 bis 1875 war er Präsident des Landgerichts Saarbrücken. 
Nur ein  paar Monate lang  war er für den Wahlkreis Wittlich  Abgeordneter der Preußischen Nationalversammlung, denn die Wittlicher Demokraten sprachen ihm  wegen seiner ablehnenden Haltung gegenüber der Demokratie und Volkssouveränität  das Misstrauen aus. So ließ sich Zweiffel am 25. Oktober 1848 beurlauben.